# Blue Comet SPT Layzner
Blue Comet SPT Layzner (蒼き流星SPTレイズナー?, Aoki Ryūsei Esu Pī Tī Reizunā) a volte tradotto anche come Blue Meteor SPT Layzner, è una serie televisiva anime prodotta dalla Sunrise fra il 1985 ed il 1986. La serie è stata creata originariamente da Ryousuke Takahashi, l'autore di Votoms.

## Trama
La storia si svolge nell'anno 1996, in cui la razza umana ha avuto un avanzamento tecnologico che gli ha permesso di viaggiare nello spazio, e vivere sia sulla Luna che su Marte. Tuttavia, le tensioni politiche fra gli Stati Uniti e l'Unione Sovietica non sono finite, e l'ombra del conflitto nucleare minaccia sia la Terra che lo spazio.
Intanto, su Marte, un programma di scambio creato dalle Nazioni Unite per promuovere la pace e la tolleranza sta per avere inizio; il "Cosmic Culture Club", consistente di sedici ragazzi e ragazze, oltre che della loro istruttrice Elizabeth, arriva sulla stazione delle Nazioni Unite su Marte, e riceve il benvenuto dello staff. Fra i passeggeri c'è Anna una quattordicenne, che fungerà da narratrice dell'intera storia.
Improvvisamente, viene rilevata la presenza di quattro robot antropomorfi non identificati classificati come Super Powered Tracers, impegnati in un duro scontro che li vede contrapposti l'uno contro l'altro. La base delle Nazioni Unite viene coinvolta nello scontro a fuoco e distrutta in breve tempo, uccidendo tutti i presenti, ad eccezione di sei appartenenti al "Cosmic Culture Club" e cioè Elizabeth, Arthur, Roan, David, Simone ed Anna, che però rimangono abbandonati su un pianeta inospitale diventato improvvisamente un campo di battaglia. Quando la battaglia finisce, l'ultimo dei robot rimasto integro atterra vicino ai superstiti e rivela il suo giovane pilota che semplicemente annuncia che la Terra è diventata un bersaglio.
I robot che hanno distrutto la base erano delle creazioni dei Grados, una razza aliena, proveniente dal sistema Udoria, che è giunta nel sistema solare col preciso scopo di conquistarlo, prevedendo una facile vittoria, dato che le due maxipotenze terrestri si sono sfiancate in un interminabile scontro fra loro, rendendo le difese terrestri estremamente deboli. Il supercomputer Gradosian ha infatti stabilito che l'umanità finirà per cessare proprio a causa delle sue lotte interne.
Tuttavia, due membri della razza Grados si sono opposti a questo piano disumano: l'astronauta umano Ken Asuka, dichiarato disperso durante una missione spaziale ma salvato dai Grados, e suo figlio Null Albatro (il cui nome "umano" è Eiji). Mentre i Grados si preparavano all'invasione, Eiji rubò l'arma più potente dei Grados, la SPT-LZ-00X Layzner con cui fuggì via, cercando di giungere sulla Terra in tempo per avvisare dell'imminente invasione. I sei sopravvissuti sono gli unici che possono convincere le potenze belligeranti a smettere di combattersi a vicenda, e concentrarsi sulla minaccia più grande.

## Personaggi
- Eiji Asuka/Albatro Null:Eiji è figlio di un astronauta terrestre e di una donna gradosiana. Crebbe come un pilota di SPT di basso rango nel suo pianeta natale. Pacifista di natura, decide di intervenire direttamente quando viene a sapere dell'invasione della Terra. Ha un conflitto fra le sue credenze e la lealtà nei confronti di Grados e dei suoi soldati, di cui molti erano suoi amici. Questo porta Eiji nel evitare di uccidere i suoi avversari, un metodo reso difficile per via dell'intelligenza artificiale del Layzner.
- Anna Stephanie (Hiroko Emori):A 14 è il membro più giovane del Cosmic Culture Club. È una ragazza tranquilla e riservata e altamente intuitiva e empatica, permettendole di vedere la buona natura nelle persone. Questo lo porta ad essere la prima a fidarsi di Eiji nonostante il suo retaggio gradosiano.
- David Rutherford (Hideyuki Umezu):Il membro americano del CCC. David è un diciassettenne impulsivo e caparbio. Questo lo rende anche incapace di trattare con la perdita e la paura. All'inizio provava un forte odio e sfiducia nei confronti di Eiji, incolpandolo della morte del suo amico Juno durante l'attacco dei gradosiani. Alla fine fa amicizia con Eiji e diventa il suo compagno pilotando l'SPT-BB-02U Baybull.
- Roanne Demitrich (Katsumi Toriumi)
- Simone Reflann (Fumi Hirano)
- Arthur Cummings Jr. (Yuji Kanomata)
- Dr. Elizabeth Clabery (Keiko Toda)
- Julia Asuka/Albatro Mill (Mari Yokoo)
- Ru Kain (Kaneto Shiozawa)
- Rei' (Eriko Hara)

L'AI che controlla il Layzner, la sua intelligenza è così avanzata che ha sviluppato una propria personalità a cui è stato dato il nome di Rei da Eiji. Nonostante abbia delle caratteristiche femminili e la dolce natura di un bambino, Rei non ha una nozione di moralità e consiglia solitamente di distruggere la cabina di pilotaggio dell'SPT nemico, uccidendo il pilota all'istante piuttosto che metterlo fuori combattimento dato che crede sia la strategia di combattimento più efficace. Talvolta prende il comando del Layzner per proteggere Eiji.
- Gosterro (Tadashi Hirose)

Un ufficiale di alto rango e asso dell'esercito gradosiano che si considera rivale di Eiji e Gale. Prova sentimenti romantici per Julia ma viene respinto da quest'ultima. Un sadico psicopatico, Gosterro adora uccidere fino al punto che la sua sete di sangue offusca la ragione, portandolo a uccidere anche i suoi uomini. Desideroso di sconfiggere Eiji, si prende il compito di fermare il ribelle con il suo SPT-BG-91U Bullgrenn.
- 'Fouron'
- Ammiraglio Gresco (Takeshi Watabe)
- Tenente Ahmos Gale (Hideyuki Hori)

## Colonna sonora
Sigla di apertura
- Meros no You ni -Lonely Way- cantata da AIRMAIL from NAGASAKI

Sigle di chiusura
- Go-Fun Dake no Wagamama cantata da Seiko Tomizawa & Airmail from Nagasaki (eps 1-25)
- La Rose Rouge cantata da Seiko Tomizawa (eps 26-38)